# Ernst Hugo Pfitzer
Ernst Hugo Heinrich Pfitzer (1846 – 1906) è stato un botanico tedesco.
| Pfitzer è l'abbreviazione standard utilizzata per le piante descritte da Ernst Hugo Pfitzer. Consulta l'elenco delle piante assegnate a questo autore dall'IPNI. |